# International Alliance of Women
International Alliance of Women (IAW, tidligere International Woman Suffrage Alliance) er en international feministisk organisation, etableret i 1904. Det repræsenterer over 50 medlemsorganisationer i hele verden, og har rådgivende status ved FN's økonomiske og sociale råd og Europarådet. IAW har kontorer i New York, Wien, Geneve, Paris, Rom, Nairobi og Strasbourg, og er medlem af Den Europæiske Kvindelobby i Bruxelles. Organisationen arbejder primært for ratifikation og gennemførelse af FN-konventionen om afskaffelse af alle former for diskrimination imod kvinder (CEDAW), med fokus på menneskerettigheder, demokrati, fred, bekæmpelse af vold og sundhed.
Medlemsorganisationer i de nordiske lande er Dansk Kvindesamfund, Norsk Kvinnesaksforening, Kvenréttindafélag Íslands og Fredrika Bremer-förbundet (Sverige).
- Konventionens ordlyd er som følger:

KONVENTION
om afskaffelse af alle former for diskrimination imod kvinder.
De i denne konvention deltagende stater,
som bemærker, at De forenede Nationers pagt bekræfter troen på fundamentale menneskerettigheder, på det enkelte menneskes personlige værdighed og værd og på mænds og kvinders lige rettigheder,
som bemærker, at verdenserklæringen om menneskerettighederne bekræfter princippet om utilstedeligheden af diskrimination og kundgør, at alle mennesker er født frie og lige i værdighed og rettigheder, og at enhver har krav på de rettigheder og friheder, som nævnes i erklæringen, uden forskelsbehandling af nogen art, herunder forskelsbehandling på grund af køn,
som bemærker, at de stater, der deltager i de internationale menneskerettighedskonventioner, har pligt til at sikre mænd og kvinder lige ret til at nyde alle økonomiske, sociale, kulturelle, borgerlige og politiske rettigheder,
som tager i betragtning de internationale konventioner, der under De forenede Nationers og særorganisationernes auspicier er indgået til fremme af lige rettigheder for mænd og kvinder,
som endvidere bemærker de resolutioner, erklæringer og anbefalinger, som er vedtaget af De forenede Nationer og særorganisationerne til fremme af lige rettigheder for mænd og kvinder,
som imidlertid er bekymrede over, at der trods disse forskellige konventioner, erklæringer m.v. fortsat sker en omfattende diskrimination imod kvinder.
som erindrer om, at diskrimination imod kvinder er i strid med principperne om lige rettigheder og respekt for menneskets værdighed, hindrer kvinder i på lige fod med mænd at deltage i deres lands politiske, sociale, økonomiske og kulturelle liv, hæmmer fremgang i samfundets og familiens velstand og vanskeliggør den fulde udvikling af kvinders evner og muligheder i deres lands og menneskehedens tjeneste,
som ser med bekymring på, at kvinder, hvor der hersker fattigdom, har den ringeste adgang til føde, sundhed, uddannelse, oplæring, beskæftigelsesmuligheder og andre fornødenheder,
som er overbevist om, at oprettelsen af den nye økonomiske verdensorden, byggende på lighed og retfærdighed, vil bidrage betydeligt til at fremme ligestilling mellem mænd og kvinder,
som understreger, at udryddelse af apartheid, alle former for racisme, racediskrimination, kolonialisme, neokolonialisme, aggression, fremmed besættelse og herredømme og indblanding i staters indre anliggender er af væsentlig betydning for den fulde nydelse af mænds og kvinders rettigheder,
som bekræfter, at styrkelsen af den internationale fred og sikkerhed, international afspænding, gensidigt samarbejde mellem alle stater uanset deres sociale og økonomiske systemer, almindelig og fuldstændig nedrustning, især nuklear nedrustning under streng og effektiv international kontrol, bekræftelse af principperne om retfærdighed, lighed og gensidige fordele i forholdet mellem landene og virkeliggørelsen af retten for folkeslag under fremmed- og koloniherredømme og fremmed besættelse til selvbestemmelse og uafhængighed såvel som respekt for national suverænitet og territorial integritet, vil fremme social fremgang og udvikling og dermed bidrage til opnåelsen af fuld ligestilling mellem mænd og kvinder,
som er overbevist om, at et lands fulde og hele udvikling, verdens velfærd og fredens sag kræver den størst mulige deltagelse af kvinder på lige fod med mænd på alle områder,
som har øje for kvinders store, endnu ikke fuldt anerkendte bidrag til familiens velfærd og samfundets udvikling, moderskabets samfundsmæssige betydning og begge forældres rolle i familien og med hensyn til børnenes opdragelse, og er opmærksomme på, at kvinders rolle i forplantningen ikke må danne grundlag for diskrimination, men at børnenes opdragelse kræver, at ansvaret deles mellem mænd og kvinder og samfundet som helhed.
som er opmærksomme på, at opnåelse af fuld ligestilling mellem mænd og kvinder kræver en ændring af både mænds og kvinders traditionelle rolle i samfundet og i familien,
som er besluttet på, at virkeliggøre de principper, der er nedfældet i erklæringen om afskaffelse af diskrimination imod kvinder, og med dette formål for øje tage de nødvendige forholdsregler til afskaffelse af en sådan diskrimination i alle dens former og udtryk,

KAPITEL I

KAPITEL II

KAPITEL III

KAPITEL IV

KAPITEL V

KAPITEL VI